# Фуникулёр Тибидабо
Фуникулёр Тибидабо или Тибидабский фуникулёр (кат. Funicular del Tibidabo) представляет собой фуникулёр в городе Барселона, Каталония. Маршрут фуникулёра соединяет Тибидабо с кат. Plaça del Doctor Andreu, куда прибывает Голубой трамвай.
Линия была открыта 29 октября 1901 года, её длина — 1 130 метра.

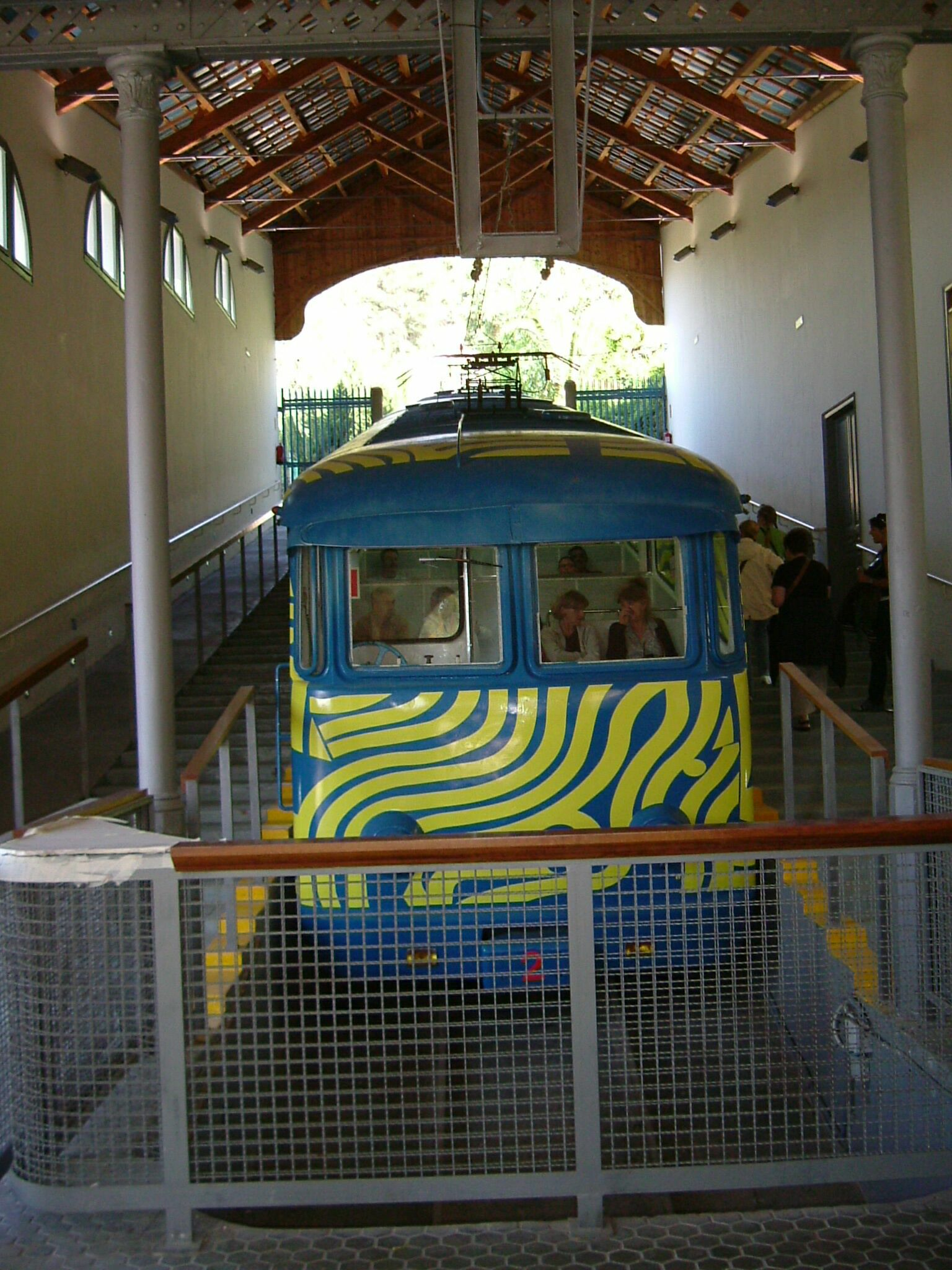
Вагон фуникулёра
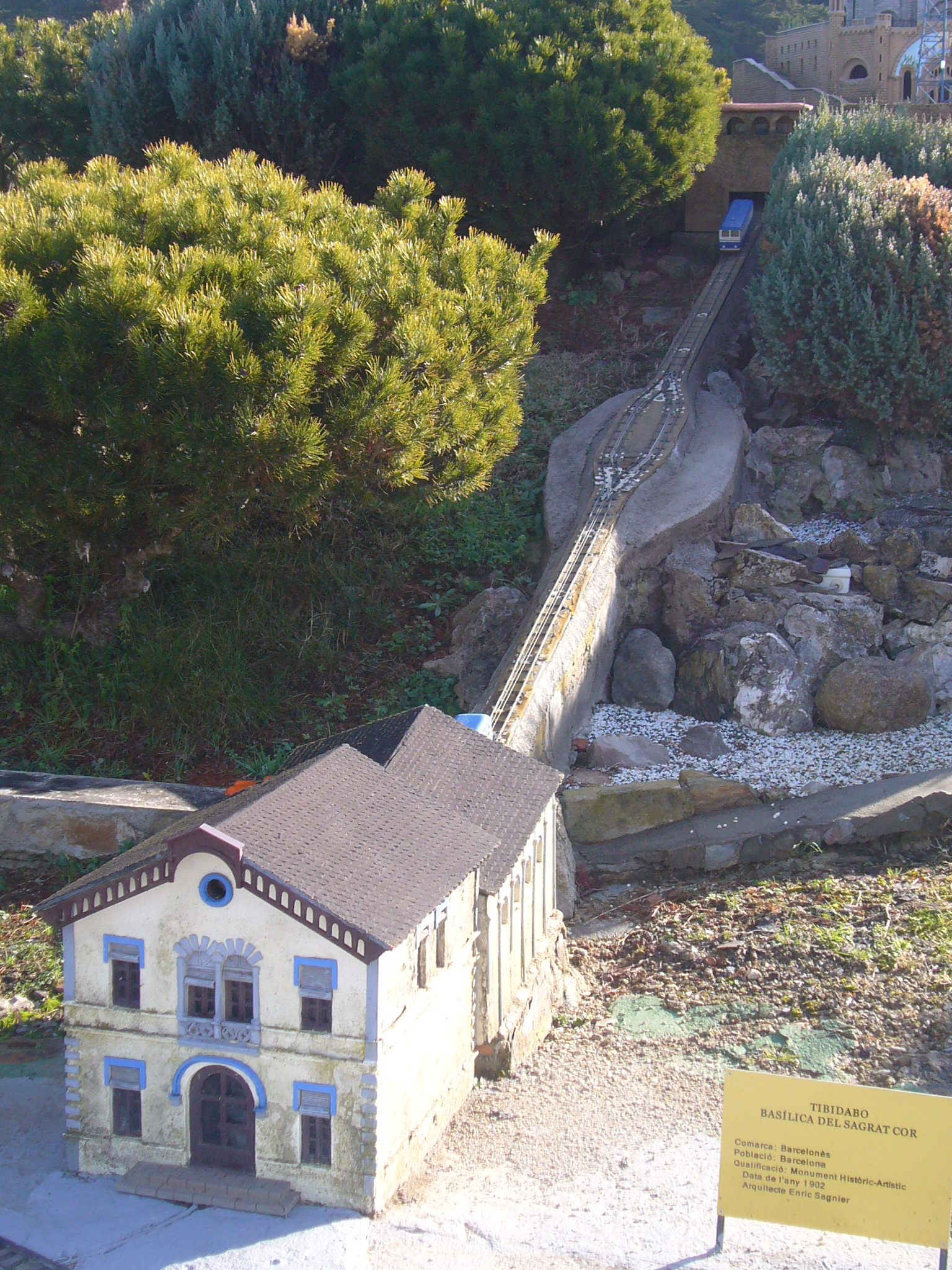
Фуникулёр Тибидабо в парке Каталония в миниатюре